# Dělostřelecká otočná věž

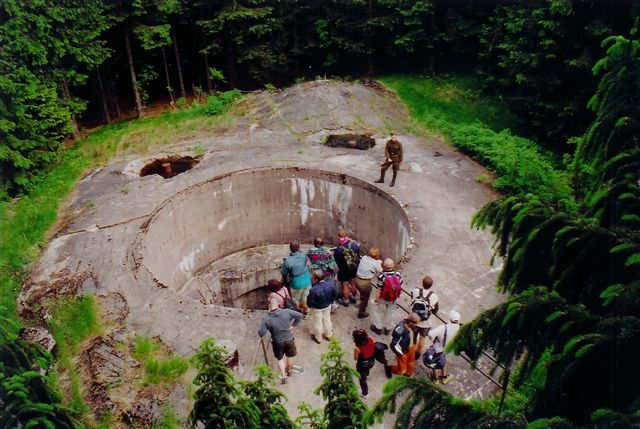
Objekt K-S 22 Horymír tvrze Bouda pro umístění pancířové věže - jako jediný, kterému nebyla zabetonována šachta

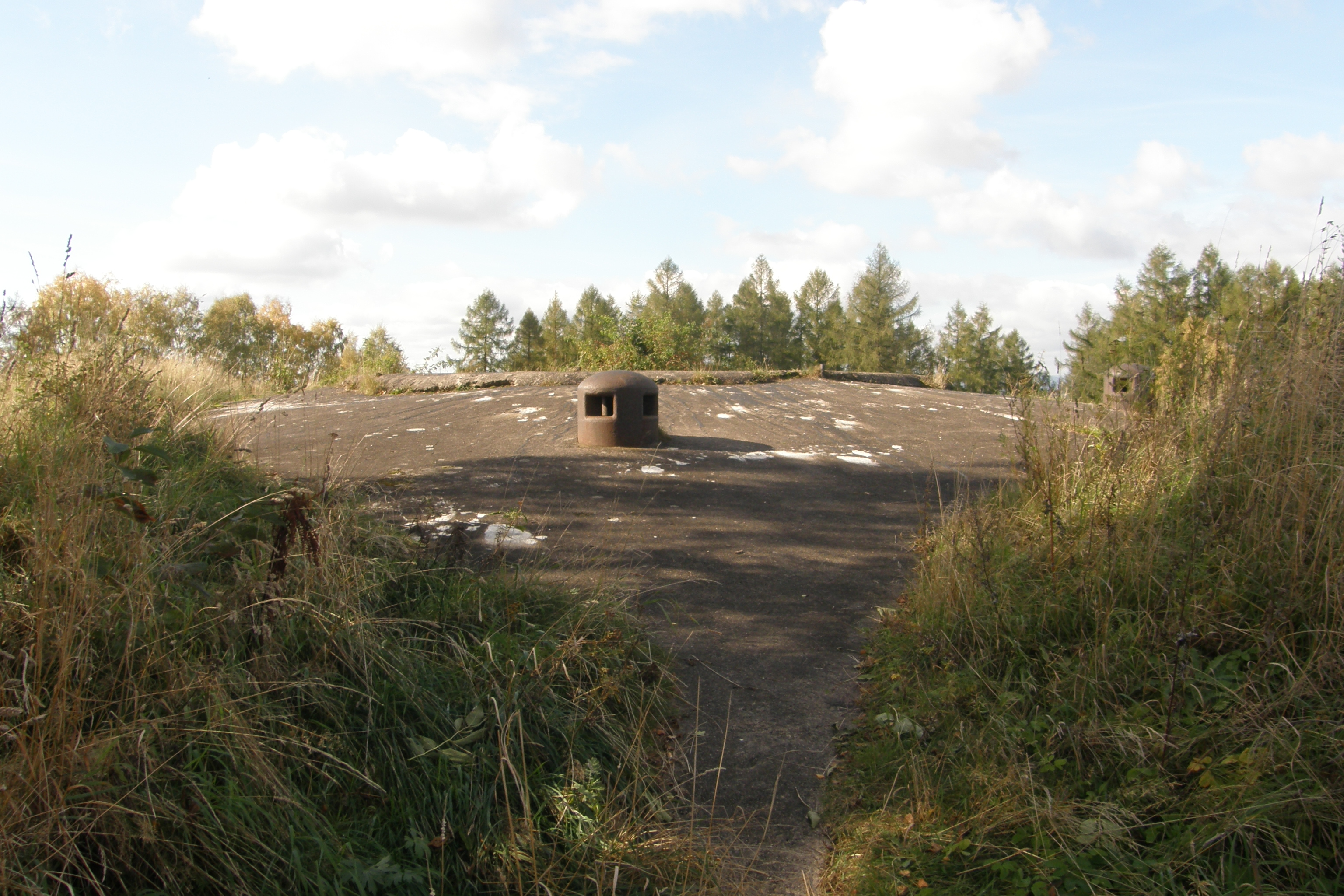
Objekt K-S 12 Na kótě tvrze Hůrka pro umístění pancéřové věže - se zabetonovanou šachtou

Dělostřelecká otočná věž je železobetonový objekt budovaný v rámci opevnění. Šlo o výsuvnou a zásuvnou věž, která se mohla otáčet kolem své osy a soustředit svoji palebnou sílu všemi směry.

## V československém opevnění
V rámci československého opevnění byla považována za nejdůležitější součást dělostřelecké tvrze. Byla postavena nebo plánována na všech tvrzích, na Stachelbergu dokonce ve dvou exemplářích a na Adamu. Jejím hlavním úkolem bylo vedení dalekých paleb všemi směry, mj. doplňovat palbu dělostřeleckých srubů či provádět ochrannou palbu pro linii pěchotních srubů. S umístěním dělových věží projektanti počítali nedaleko vrcholů, ale zpravidla ne přímo na nich. Důvodem bylo neomezování palebného vějíře věže a zároveň znesnadnění zaměření nepřátelským dělostřelectvem.
Věž se skládala ze dvou částí: Ze železobetonového objektu a vlastní pancéřové věže, která byla zapuštěna v šachtě uvnitř objektu. Pancéřovou část tvořila pohyblivá a pevná část. Pevná část byla vyrobena z oceli o tloušťce 175-450 mm, pohyblivá část byla tvořena střeleckou místností, protizávažím a dvěma výtahy. Kompletní pancéřová část vážila 440 tun - 120 tun pohyblivá část, 180 tun pancířová část a 120 tun protizávaží.
Na střeše objektu byly umístěn jeden, dva nebo žádný pancéřový zvon určený pro pozorování a obranu bezprostředního okolí pro obranu nejbližšího okolí objektu.
Pohyb věže byl prováděn pomocí elektromotorů. V případě potřeby bylo možné věž ovládat a pohánět i manuálně.
Plánovanou výzbrojí věže bylo dvojče 10cm houfnice vz. 38. Na podzim roku 1938 byly v plzeňské Škodovce rozpracovány dva prototypy, které byly dokončeny až během druhé světové války. Po jejím skončení se na československém území nacházel pouze jeden exemplář. Ten byl uložen v ženijním skladu v Pardubicích a poté, co úvahy o výstavbě dělostřelecké tvrze ve Slavkovském lese nebyly zrealizovány, byl r. 1963 sešrotován.
Druhý prototyp byl už za války převezen ke zkouškám do říše a okolo r. 1945 se údajně nacházel na území sovětské okupační zóny.